# قائمة جسور تونس

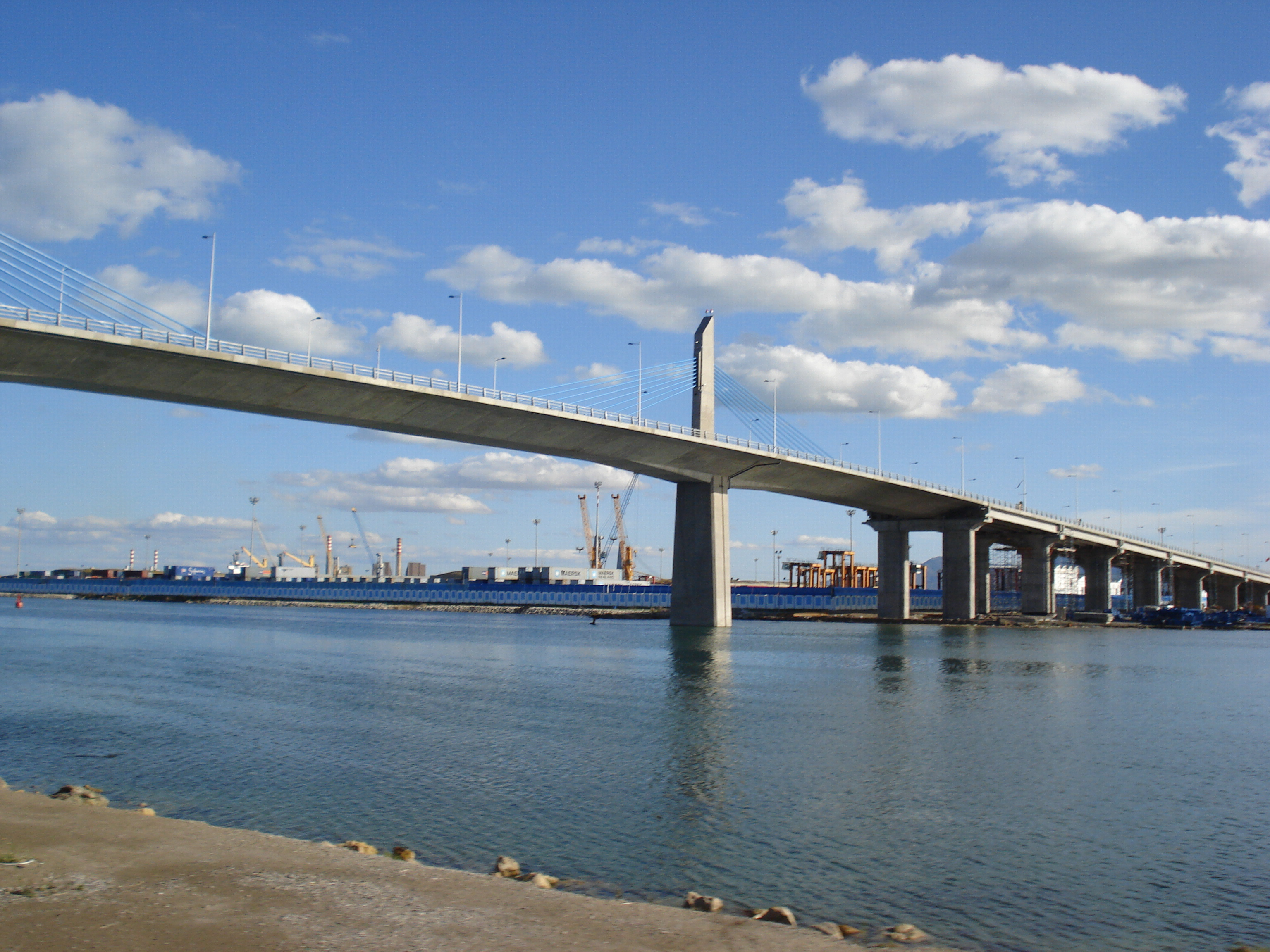
جسر رادس - حلق الوادي أكبر جسر في تونس.

تحتوي هذه المقالة قائمة جسور تونس لشهرتهم، أو لحجمهم، أو لبعدهم الثقافي أو التاريخي.

## جسور ذات بعد ثقافي أو تاريخي
| الصورة | الجسر                            | تمييز                                                    | الطول (متر) | النوع              | يعبر        | تاريخ البناء | الموقع                  | الاحداثيات                                         |
| ------ | -------------------------------- | -------------------------------------------------------- | ----------- | ------------------ | ----------- | ------------ | ----------------------- | -------------------------------------------------- |
|        | شبكة قنوات مياه زغوان            | تجلب المياه لمدينة قرطاج القديمة. موقع تراث عالمي (1979) |             | جسر حجري           |             | 122          | المحمدية، ولاية بن عروس | 36°38′14.1″N 10°7′45.9″E / 36.637250°N 10.129417°E |
|        | قنوات مياه مكثر المرفوعة         |                                                          |             | جسر حجري           |             |              | مكثر، ولاية سليانة      | 35°51′10.7″N 9°11′51.1″E / 35.852972°N 9.197528°E  |
|        | قناة مياه واد القطوسية المرفوعة  | تجلب المياه لمدينة دقة. موقع تراث عالمي (1997)           |             | جسر حجري           | وادي قطوسية |              | تبرسق، دقة، ولاية باجة  | 36°24′48.6″N 9°10′44.4″E / 36.413500°N 9.179000°E  |
|        | قناة مياه سبيطلة المرفوعة        |                                                          | 51          | جسر حجري           |             |              | سبيطلة، ولاية القصرين   | 35°14′43″N 9°7′3.5″E / 35.24528°N 9.117639°E       |
|        | الجسر الناقل ببنزرت فككت في 1909 | صممه فردينان أروندان. فككت وأعيد تركيبها في بريست.       | 109         | جسر معلق, جسر ناقل | قناة بنزرت  | 1898         | بنزرت، ولاية بنزرت      |                                                    |

## جسور كبرى
القائمة أسفله تحتوي أكبر الجسور في تونس، ويذكر أنها لسيت كاملة ونهائية.
| الصورة | الجسر                 | الطول (متر) | النوع              | يعبر        | تاريخ البناء | الموقع                                      | الاحداثيات                                          |
| ------ | --------------------- | ----------- | ------------------ | ----------- | ------------ | ------------------------------------------- | --------------------------------------------------- |
|        | جسر رادس - حلق الوادي | 260         | جسر مدعوم بالكوابل | بحيرة تونس  | 2009         | رادس، حلق الوادي، ولاية بن عروس، ولاية تونس | 36°48′27.7″N 10°15′36.3″E / 36.807694°N 10.260083°E |
|        | جسر الخمسة            | 350         | جسر حجري           | وادي باجة   | 1915         | باجة، ولاية باجة                            | 36°45′39″N 9°11′42″E / 36.76083°N 9.19500°E         |
|        | الجسر المتحرك ببنزرت  | 376         | جسر قابل للحركة    | بحيرة بنزرت | 1980         | بنزرت، ولاية بنزرت                          | 37°16′4.8″N 9°52′32.2″E / 37.268000°N 9.875611°E    |
|        | القنطرة المرادية      |             | جسر حجري           | وادي مجردة  | 1702         | مجاز الباب، ولاية باجة                      |                                                     |

## مقالات ذات صلة
- قائمة القنوات الرومانية المرفوعة
- قائمة الجسور الرومانية
- قائمة طرقات تونس
- قائمة الطرقات السيارة في تونس
- النقل في تونس